# 笹戸発電所
笹戸発電所（ささどはつでんしょ）は、愛知県豊田市笹戸町にある中部電力株式会社の水力発電所である。矢作川本川にある発電所の一つで、最大出力9,400キロワットにて運転されている。運転開始は1935年（昭和10年）。

## 設備構成
笹戸発電所は導水路により落差を得て発電する水路式発電所である。最大使用水量25.712立方メートル毎秒・有効落差42.95メートルにより最大9,400キロワットを発電する。
取水堰は1か所あり（「笹戸ダム」と称する）、その高さ（堤高）は6.5メートル、長さ（頂長）は86.66メートルである。堰には土砂吐きとしてローラーゲートが1門のみ取り付けられている。取水口は左岸に設置。取水口と発電所を結ぶ導水路は総延長5,056.5メートルで、トンネルと開渠・蓋渠（一部）で構成されており、他に沈砂池も設ける。
発電所上部水槽から水を落とす水圧鉄管は1条のみの設置で、その長さは218.79メートル。水車発電機も1組のみであり、水車は立軸単輪単流渦巻カプラン水車を、発電機は容量9,900キロボルトアンペアのものを備える。双方とも富士電機製。周波数は60ヘルツを採用している。発電所建屋は鉄筋コンクリート構造でありその面積は682.8平方メートルである。

## 歴史
笹戸発電所の歴史は、1911年（明治44年）7月に「矢作川水電」発起人が水利権を出願したことに始まる。1921年（大正10年）7月に尾三電力として会社が発足したのち、同年8月に同社へ笹戸地点の水利権許可が下りた。笹戸地点は、時瀬発電所建設（1923年1月竣工）をはじめとする第一期工事に続く第二期計画として開発される予定であったが、不況などの事情で着工に至らず、未開発のまま1928年（昭和3年）9月に尾三電力が親会社にあたる大同電力へ合併された。
笹戸地点の開発は大同電力でも長く着手されなかったが、経済界の好転に伴い1934年（昭和9年）12月にようやく笹戸発電所の着工に至った。竣工は翌1935年（昭和10年）12月。当時の水車発電機（水車形式：立軸単輪単流渦巻フランシス水車、発電機容量：1万キロボルトアンペア）は日立製作所製のものを備え、発電所出力は9,000キロワットであった。また送電線は、矢作川串原発電所から名古屋市内へ至る既設送電線への連絡線が新設された。
1939年（昭和14年）4月1日、電力国家管理の担い手として国策電力会社日本発送電が設立された。同社設立に関係して、大同電力は「電力管理に伴う社債処理に関する法律」第4条・第5条の適用による日本発送電への社債元利支払い義務継承ならびに社債担保電力設備（工場財団所属電力設備）の強制買収を前年12月に政府より通知される。買収対象には笹戸発電所を含む14か所の水力発電所が含まれており、これらは日本発送電設立の同日に同社へと継承された。次いで太平洋戦争後、1951年（昭和26年）5月1日実施の電気事業再編成では、日本発送電から中部電力へと出資された。出力は9,000キロワットのままである。
1989年（平成元年）6月、老朽化設備の更新工事が竣工して富士電機製の水車発電機が運転を開始した。この更新工事に際し、年間発生電力量の増加を図るため水車形式が立軸フランシス水車から立軸カプラン水車へと変更されている。ただし建屋はそのまま活用し水車下部の吸出し管も流用されたため、水車の据付高さが放水位よりも高い特殊なカプラン水車となった。更新後の発電所出力は9,400キロワットである。